# Gimnasia en los Juegos Olímpicos de Londres 2012 – Gimnasia artística concurso completo individual femenino
El evento de concurso completo individual femenino de gimnasia artística en los Juegos Olímpicos de Londres 2012 tuvo lugar el 2 de agosto en el North Greenwich Arena.

## Horario
Todos los horarios están en Tiempo Británico (UTC+1)
| Fecha                       | Tiempo | Ronda   |
| --------------------------- | ------ | ------- |
| Jueves, 2 de agosto de 2012 | 16:30  | Finales |

### Clasificación
| Posición | Gimnasta                  | · Suelo | · Salto | · Barras asimétricas | · Barra fija | Total  |
| -------- | ------------------------- | ------- | ------- | -------------------- | ------------ | ------ |
| 1        | Viktoria Komova (RUS)     | 13.900  | 15.633  | 15.833               | 15.266       | 60.632 |
| 2        | Alexandra Raisman (USA)   | 15.325  | 15.800  | 14.166               | 15.100       | 60.391 |
| 3        | Gabrielle Douglas (USA)   | 13.766  | 15.900  | 15.333               | 15.266       | 60.265 |
| 5        | Aliyá Mustáfina (RUS)     | 14.433  | 15.133  | 15.700               | 14.700       | 59.966 |
| 6        | Deng Linlin (CHN)         | 13.833  | 14.833  | 14.166               | 15.166       | 57.998 |
| 7        | Vanessa Ferrari (ITA)     | 14.900  | 14.366  | 14.233               | 14.433       | 57.932 |
| 8        | Asuka Teramoto (JPN)      | 14.233  | 14.600  | 14.566               | 14.466       | 57.865 |
| 9        | Larisa Iordache (ROU)     | 13.800  | 15.100  | 14.100               | 14.800       | 57.800 |
| 10       | Huang Qiushuang (CHN)     | 13.575  | 15.000  | 15.266               | 13.866       | 57.707 |
| 11       | Sandra Izbaşa (ROU)       | 15.066  | 15.500  | 12.366               | 14.600       | 57.532 |
| 13       | Jessica López (VEN)       | 13.900  | 14.566  | 14.266               | 13.933       | 56.665 |
| 14       | Elisabeth Seitz (GER)     | 13.800  | 14.800  | 15.166               | 12.700       | 56.466 |
| 15       | Rebecca Tunney (GBR)      | 14.000  | 14.400  | 14.825               | 13.166       | 56.391 |
| 16       | Ana Sofía Gómez (GUA)     | 14.000  | 14.533  | 13.266               | 14.333       | 56.132 |
| 17       | Hannah Whelan (GBR)       | 13.933  | 14.500  | 14.200               | 13.066       | 55.699 |
| 18       | Dominique Pegg (CAN)      | 14.233  | 14.133  | 13.275               | 13.566       | 55.657 |
| 19       | Celine van Gerner (NED)   | 12.966  | 13.700  | 14.866               | 14.100       | 55.632 |
| 20       | Carlotta Ferlito (ITA)    | 13.900  | 14.100  | 13.075               | 14.425       | 55.500 |
| 23       | Giulia Steingruber (SUI)  | 12.900  | 14.783  | 13.266               | 13.766       | 54.715 |
| 24       | Emily Little (AUS)        | 12.666  | 14.766  | 13.433               | 13.633       | 54.498 |
| 25       | Aurelie Malaussena (FRA)  | 13.366  | 14.033  | 13.300               | 13.700       | 54.399 |
| 26       | Marta Pihan-Kulesza (POL) | 14.333  | 13.833  | 14.033               | 12.166       | 54.365 |
| 27       | Rie Tanaka (JPN)          | 13.300  | 13.000  | 14.633               | 13.400       | 54.333 |
| 28       | Ashleigh Brennan (AUS)    | 14.200  | 13.700  | 13.266               | 13.066       | 54.232 |

Solamente dos gimnastas de cada país pueden avanzar a la final de concurso completo. Por lo tanto, en algunos casos, un tercer gimnasta con alta calificación puede calificar, pero no avanzan a la final debido a la cuota. Los gimnastas que tuvieron alta calificación y que no avanzaron a la Final fueron:
- Jordyn Wieber (USA) (4 lugar)
- Anastasia Grishina (RUS) (12 lugar)
- Jennifer Pinches (GBR) (21 lugar)
- Yao Jinnan (CHN) (22 lugar)

## Resultados

### Final
| Pos.              | Gimnasta                  | · Salto      | · Barras asimétricas | · Barra fija | · Suelo      | Total   |
| ----------------- | ------------------------- | ------------ | -------------------- | ------------ | ------------ | ------- |
| Medalla de oro    | Gabrielle Douglas (USA)   | 15.966 (1)   | 15.733 (3)           | 15.500 (1)   | 15.033 (4)   | 62.232  |
| Medalla de plata  | Viktoria Komova (RUS)     | 15.466 (3)   | 15.966 (2)           | 15.441 (2)   | 15.100 (3)   | 61.973  |
| Medalla de bronce | Aliyá Mustáfina (RUS)     | 15.233 (5)   | 16.100 (1)           | 13.633 (18)  | 14.600 (6)   | 59.566* |
| 4                 | Alexandra Raisman (USA)   | 15.900 (2)   | 14.333 (=9)          | 14.200 (10)  | 15.133 (2)   | 59.566* |
| 5                 | Sandra Izbaşa (ROU)       | 15.333 (4)   | 13.900 (=17)         | 14.400 (=7)  | 15.200 (1)   | 58.833  |
| 6                 | Deng Linlin (CHN)         | 14.900 (9)   | 14.266 (12)          | 15.300 (3)   | 13.933 (=13) | 58.399  |
| 7                 | Huang Qiushuang (CHN)     | 14.916 (8)   | 15.133 (5)           | 14.133 (=12) | 13.933 (=13) | 58.115  |
| 8                 | Vanessa Ferrari (ITA)     | 14.600 (16)  | 14.033 (15)          | 14.500 (6)   | 14.866 (5)   | 57.999  |
| 9                 | Larisa Iordache (ROU)     | 14.933 (7)   | 14.233 (13)          | 14.966 (4)   | 13.833 (16)  | 57.965  |
| 10                | Elisabeth Seitz (GER)     | 14.766 (=13) | 15.166 (4)           | 13.800 (14)  | 13.633 (18)  | 57.365  |
| 11                | Asuka Teramoto (JPN)      | 14.766 (=13) | 14.300 (11)          | 14.300 (9)   | 13.966 (12)  | 57.332  |
| 12                | Celine van Gerner (NED)   | 14.133 (20)  | 14.966 (7)           | 14.133 (=12) | 14.000 (11)  | 57.226  |
| 13                | Rebecca Tunney (GBR)      | 14.866 (=10) | 15.000 (6)           | 13.133 (=20) | 13.933 (=13) | 56.392  |
| 14                | Giulia Steingruber (SUI)  | 15.116 (6)   | 13.600 (21)          | 14.166 (11)  | 13.266 (=21) | 56.148  |
| 15                | Emily Little (AUS)        | 14.866 (=10) | 13.933 (16)          | 13.666 (17)  | 13.300 (20)  | 55.765  |
| 16                | Rie Tanaka (JPN)          | 14.166 (=18) | 14.500 (8)           | 13.700 (=15) | 13.266 (=21) | 55.632  |
| 17                | Dominique Pegg (CAN)      | 14.566 (17)  | 13.800 (19)          | 13.166 (19)  | 14.033 (10)  | 55.565  |
| 18                | Jessica López (VEN)       | 14.800 (12)  | 13.900 (=17)         | 13.000 (22)  | 13.800 (17)  | 55.500  |
| 19                | Marta Pihan-Kulesza (POL) | 13.933 (21)  | 14.333 (=9)          | 12.933 (23)  | 14.266 (7)   | 55.465  |
| 20                | Ashleigh Brennan (AUS)    | 13.233 (23)  | 13.533 (22)          | 14.400 (=7)  | 14.166 (8)   | 55.332  |
| 21                | Carlotta Ferlito (ITA)    | 14.166 (=18) | 13.433 (23)          | 14.766 (5)   | 12.733 (23)  | 55.098  |
| 22                | Ana Sofía Gómez (GUA)     | 14.633 (15)  | 13.733 (20)          | 13.133 (=20) | 13.400 (19)  | 54.899  |
| 23                | Aurelie Malaussena (FRA)  | 13.800 (22)  | 12.800 (24)          | 12.066 (24)  | 11.500 (24)  | 50.166  |
| 24                | Hannah Whelan (GBR)       | 0.000** (24) | 14.166 (14)          | 13.700 (=15) | 14.133 (9)   | 41.999  |

*Aliyá Mustáfina y Alexandra Raisman terminaron con la misma puntuación total con 59.566. En caso de un empate, la suma de la puntuación más alta del aparato es usada. La suma fue de 45.933 para Mustáfina y 45.366 para Raisman (ambas saliéndose de la puntuación de la barra fija), ganando Mustáfina la medalla de bronce.

**La puntuación de Hannah Whelan en caballete no fue dada hasta que ella se cayó boca abajo.